# Токугава Йорінобу
Токугава Йорінобу (яп. 徳川頼宣; 28 квітня 1602 — 19 лютого 1671) — японський самурай і даймьо (магнат) раннього періоду Едо, правитель Міто-хана (1603—1610), Сумпу-хана (1610—1619) і Кісю-хана (1619—1667).

## Біографія
Десятий син Токугави Ієясу (1543—1616), першого сьогуна Японії з династії Токугава (1603—1605). Його матір'ю була наложниця Оман-но-ката. Народився в замку Фушімі. Дитяче ім'я — Нагафукумару.
8 грудня 1603 року після смерті свого старшого брата Токугава Нобуйосі він отримав у володіння від батька князівство Міто-хан в провінції Хітаті з доходом 200 000 коку рису. У жовтні 1604 року його дохід був збільшений до 250 000 коку. 12 вересня 1606 досяг повноліття і прийняв ім'я Йорімаса. Йому також було подаровано звання молодшого радника 4-го рангу (ju-shi-i-ge) і титул Хітаті-но-суке.
6 січня 1610 він був переведений з Міто-хана в Сумпу-хан (провінції Суруга і Тотомі) з доходом 500 000 коку, прийняв нове ім'я — Йорінобу.
27 серпня 1619 Токугава був переведений з Сумпу-хана в Кісю-хан з доходом 550 000 коку рису. Він став засновником бічної гілки Токугава Кії.
Дружиною була дочка Като Кійомаса.
До кінця життя він досяг рангу дзю-ні-і (молодшого радника 2-го рангу) і титулу дайнагона (старшого імператорського радника).

## Сім'я
Йорінобу мав чотирьох дітей:
- Токугава Міцусада (1627—1705), 2-й дайме Кісю-хана (1667—1698)
- Мацудайра Йорідзумі (1641—1711), 1-й Ійо-Сайдзьо (1670—1711)
- Інаба-хім, дружина Ікеда Міцунака, дайме Тотторі-хана
- Мацу-хім, дружина Мацудайра Нобухіра, дайме Есі-хана

У 1667 році Токугава Йорінобу відмовився від влади на користь свого старшого сина Міцусада (1627—1705), який став 2-м дайме Кісю-хана (1667—1698).